# Philipp Nedel
Philipp Nedel ist ein deutscher Tonmeister, Arrangeur und Produzent.

## Leben
Nedel studierte an der Hochschule der Künste in Berlin und am Conservatoire National Supérieur de Musique et de Danse Paris. Während des Studiums begann Nedel eine freiberufliche Zusammenarbeit mit der Firma Teldec Classics International in Berlin. Der technischen Betreuung der Aufnahmen mit dem Chicago Symphony Orchestra und der New York Philharmonic folgte der Wechsel zum Bostoner Studio Soundmirror im Jahr 2000. Heute ist Nedel Geschäftsführer beim Tonstudio b-sharp in Berlin und arbeitet als Tonmeister.

## Auszeichnungen
- 2002: 44th Annual GRAMMY Awards Beste Darbietung eines Kleinensembles (Best Small Ensemble Performance)
- 2008: 50th Annual GRAMMY Awards Beste Darbietung eines Kleinensembles (Best Small Ensemble Performance)[2]